# اسکات تاکر
اسکات تاکر (به انگلیسی: Scott Tucker) (زادهٔ ۱۸ فوریهٔ ۱۹۷۶) شناگر اهل ایالات متحده آمریکا است.